# Hans von Keller
Heinrich Hans von Keller (* 23. August 1852 in Insterburg; † 7. März 1916 in Berlin-Charlottenburg) war ein preußischer Generalleutnant.

## Leben

### Herkunft
Hans war ein Sohn des Geheimen Justiz- und Appellationsgerichtsrates in Insterburg Emil von Keller (1798–1868) und dessen zweiter Ehefrau Hedwig, geborene von Mayer (1824–1890).

### Militärkarriere
Nach dem Besuch der Real- und der Stadtschule in seiner Heimatstadt trat Keller am 21. November 1869 als Fahnenjunker in das 1. Schlesische Dragoner-Regiment der Preußischen Armee ein. Während des Krieges gegen Frankreich avancierte er Mitte September 1870 zum Sekondeleutnant und nahm an den Kämpfen bei Weißenburg, Wörth, Sedan Stonne, am Mont Mesly, La Grange, Malmaison, Garche und am Mont Valerie sowie der Belagerung von Paris teil.
Nach dem Krieg war er von November 1875 bis September 1876 zum Militärreitinstitut kommandiert. Ein Jahr später erfolgte seine Ernennung zum Regimentsadjutanten und Gerichtsoffizier. Unter Beförderung zum Premierleutnant wurde Keller am 29. April 1879 in das Magdeburgische Dragoner-Regiment Nr. 6 nach Stendal versetzt und stieg Mitte Mai 1886 zum Rittmeister und Eskadronchef auf. Am 12. Januar 1889 kommandierte man ihn als Adjutant zur Kavallerie-Division des XV. Armee-Korps. Unter Belassung in diesem Kommando wurde Keller am 21. September 1889 in das 3. Schlesische Dragoner-Regiment Nr. 15 versetzt und am 24. März 1890 als Adjutant der 1. Kavallerie-Inspektion nach Berlin kommandiert. In dieser Eigenschaft erhielt er Ende Mai 1892 den Charakter als Major und am 2. September 1892 das Patent zu seinem Dienstgrad. Mit der Ernennung zum etatmäßigen Stabsoffizier im Kürassier-Regiment „Graf Gessler“ (Rheinisches) Nr. 8 trat Keller am 18. April 1896 in den Truppendienst zurück. Am 20. Juli 1898 beauftragte man ihn zunächst mit der Führung des Dragoner-Regiments „Freiherr von Manteuffel“ (Rheinisches) Nr. 5 und am 18. August 1898 erfolgte seine Ernennung zum Regimentskommandeur. Keller stieg in dieser Stellung bis Mitte Mai 1901 zum Oberst und wurde am 8. April 1903 als Kommandeur der 28. Kavallerie-Brigade nach Karlsruhe versetzt. Anlässlich des Ordensfestes erhielt er im Januar 1904 den Kronen-Orden II. Klasse, avancierte Mitte März 1905 zum Generalmajor und wurde am 15. September 1905 mit dem Roten Adlerorden II. Klasse mit Eichenlaub ausgezeichnet. In Genehmigung seines Abschiedsgesuches wurde Keller am 10. Juli 1907 mit Pension zur Disposition gestellt. Anlässlich seiner Verabschiedung verlieh ihm Großherzog Friedrich I. den Stern zum Kommandeurkreuz des Ordens vom Zähringer Löwen und Kaiser Wilhelm II. würdigte ihn am 17. September 1909 mit dem Charakter als Generalleutnant. Er starb am 7. März 1916 in Berlin-Charlottenburg.

### Familie
Keller heiratete am 5. Juni 1878 in Nieder-Gläsersdorf Marianne Collon (* 1856). Aus der Ehe ging der Sohn Heinrich Wilhelm (1892–1914) hervor, der zu Beginn des Ersten Weltkriegs als preußischer Leutnant bei Tintigny fiel.